# Trenino Verde

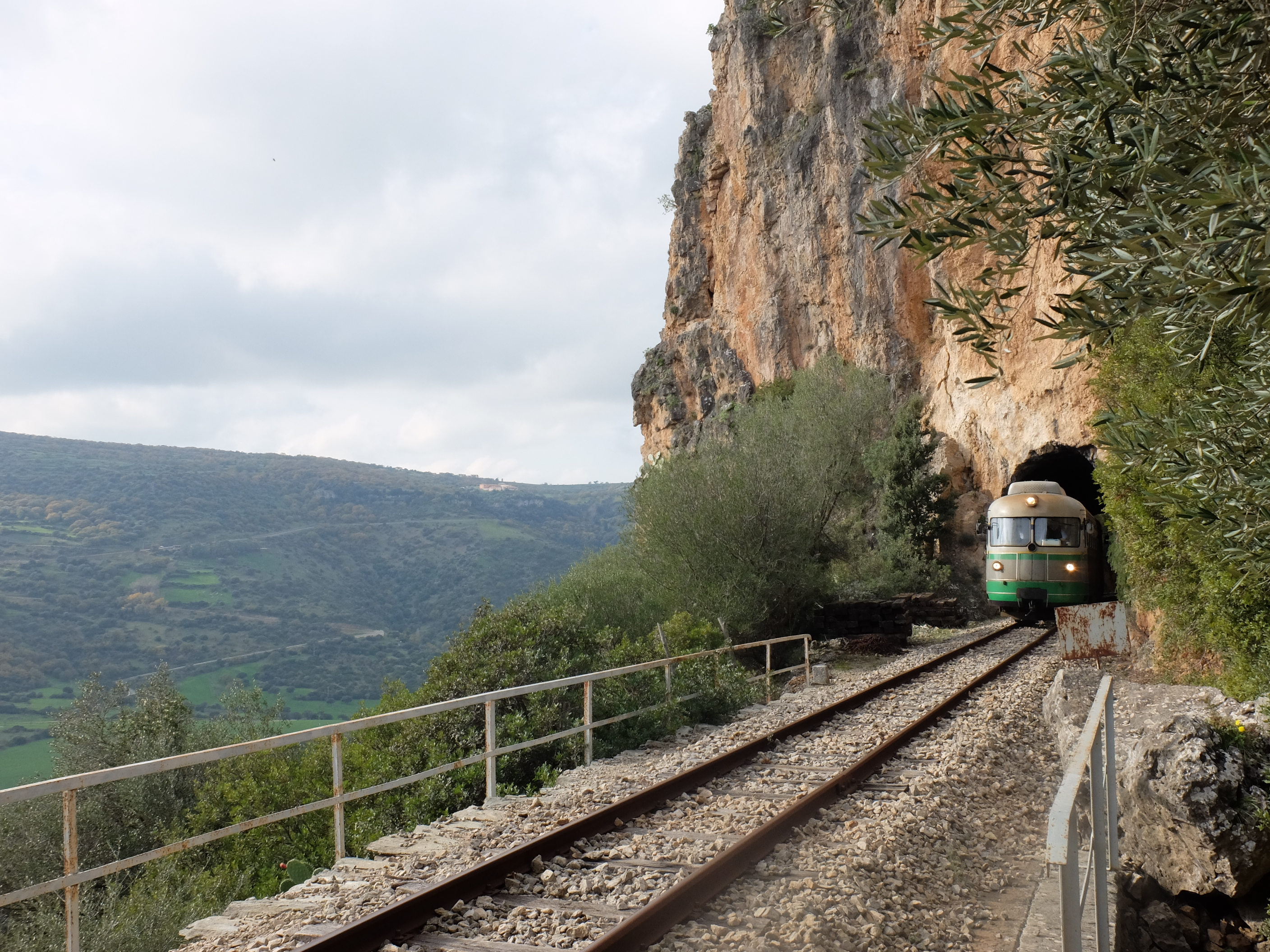
Triebwagen auf der Bahnstrecke Mandas–Arbatax

Trenino Verde (italienisch  für „kleiner grüner Zug“) ist ein Tourismusprojekt der italienischen Bahngesellschaft Ferrovie della Sardegna, heute der ARST.

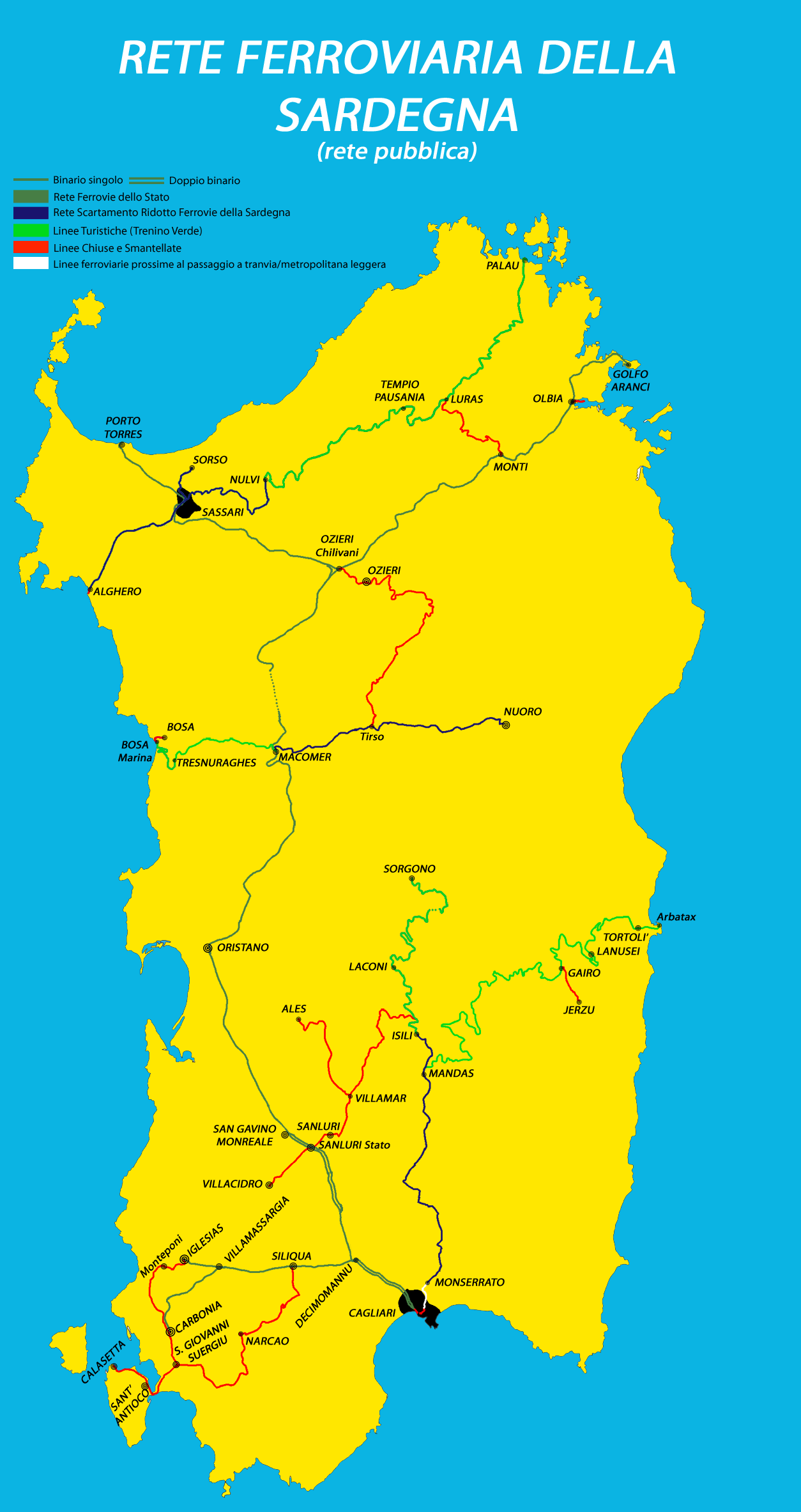
Hellgrün sind die Strecken des Trenino Verde, dunkelblau die regulär betriebenen Strecken.

Nachdem die sardischen Nebenstrecken zunehmend unrentabel wurden, musste in den 1990er Jahren der reguläre Personenverkehr auf etlichen Strecken eingestellt werden. Es entstand das Projekt Trenino Verde unter der volkstümlichen Bezeichnung der Bahn und ein saisonaler Ausflugsverkehr. In der Sommersaison verkehren auf folgenden Strecken die Züge des Trenino Verde:
- Bahnstrecke Mandas–Arbatax
- Bahnstrecke Isili–Sorgono
- Bahnstrecke Macomer–Bosa
- Bahnstrecke Sassari–Palau (seit Einstellung des regulären Zugbetriebs am 31. Januar 2015 auf der Strecke Sassari–Nulvi wird die gesamte Strecke vom Trenino Verde genutzt)

Zum Ende der Sommersaison 2014, am 28. September, beabsichtigte die sardische Regierung, nach zwei Entgleisungen, den gesamten Verkehr einzustellen, um jährliche Streckenunterhaltskosten in Höhe von 7 Mio. EUR einzusparen. Darauf wurden im Jahr 2014 alle Fahrten ab Oktober storniert. Für den Sommer 2015 wurden nochmals 4 Mio. EUR an Betriebsbeihilfe zur Verfügung gestellt und es finden wieder Fahrten statt. Für die Sanierung der Strecken müssten aber rund 120 Mio. EUR aufgewandt werden.
2023 sind auf allen Strecken umfangreiche Instandhaltungsarbeiten geplant, für die Arst 13 Mio. Euro und Rete ferroviaria italiana (RFI) 62 Mio. Euro investiert. Mit der Gründung einer Stiftung soll das Projekt Trenino Verde weiter gefördert werden. Die neue Saison wird am 25. April 2023 auf der Strecke Macomer–Tresnuraghes beginnen.